# Diocese de Gracias
A Diocese de Gracias (em latim: Dioecesis Gratiensis) é uma diocese da Igreja Católica Romana em Honduras.

## Histórico
Foi erigida em 27 de abril de 2021 com seu território tendo sido esculpido da Diocese de Santa Rosa de Copán. A diocese foi sufragânea da Arquidiocese de Tegucigalpa até 2023, quando foi transferida para a recém-erigida província de San Pedro Sula, e abrange 21 paróquias com 500.000 católicos.

## Bispos
|        | Nome                        | Período | Notas  |
| Bispos | Bispos                      | Bispos  | Bispos |
| ------ | --------------------------- | ------- | ------ |
| 1º     | Walter Guillén Soto, S.D.B. | 2021-   | Atual  |